# Stig Günther
Stig Günther (født 4. november 1963) er en dansk skuespiller og stuntman.
Günter har verdensrekorden og er derfor optaget i Guinness Rekordbog for længste frie fald – 104,5 meter. Desuden havde han tidligere verdensrekorden i full-burn – at have ild i sig selv længst muligt, som varede i 2 minutter og 6 sekunder.

## Udvalgt filmografi
- Anton (1995)
- Stjerner uden hjerner (1997)
- Jolly Roger (2001)
- Klatretøsen (2002)
- Rembrandt (2003)
- Den gode strømer (2004)
- Mørke (2005)
- Sprængfarlig bombe (2006)
- Karlas kabale (2007)
- Gaven (2008)